# Jamie Lynn Gray
Jamie Lynn Gray (z domu Beyerle) (ur. 26 maja 1984 w Lebanon) – amerykańska strzelczyni, mistrzyni olimpijska z Londynu w strzelaniu z trzech postaw.
Jest absolwentką University of Alaska w Fairbanks i reprezentuje jego drużynę strzelecką. Zadebiutowała w igrzyskach olimpijskich w Pekinie, gdzie startując pod panieńskim nazwiskiem Beyerle zajęła czwarte miejsce w strzelaniu z karabinu pneumatycznego i piąte miejsce w strzelaniu z trzech postaw. Na mistrzostwach w 2010 z drużyną USA pobiły rekord świata w drużynowym strzelaniu z trzech postaw z wynikiem 1758. Na igrzyskach w Londynie ustanowiła rekordy olimpijskie zarówno w kwalifikacjach z wynikiem 592, jak i w finale z wynikiem 99,9. Czterokrotnie (w latach 2002, 2004, 2007 i 2009) zdobywała mistrzostwo Stanów Zjednoczonych w strzelaniu z trzech postaw oraz raz (w 2009) w strzelaniu z karabinu pneumatycznego.